# Семчинський Станіслав Володимирович
Станіслав Володи́мирович Семчи́нський (нар. 2 травня 1931, Акмангит — † 16 грудня 1999, Київ) — український мовознавець, професор Київського університету, завідувач кафедри загального мовознавства та класичної філології Київського університету імені Тараса Шевченка (1978—1999). Заслужений професор Київського національного університету імені Тараса Шевченка (1999), Почесний член АН Молдови (1991), Почесний професор Клузького університету (Румунія, 1997). Учень Андрія Олександровича Білецького. Автор праць з мовних контактів, балканістики, романської філології, загального та порівняльного мовознавства, класичної філології, славістики, семантики, семіотики, культури мовлення, історії, літератури. Керівник наукових проектів «Антична література» (словник-довідник), «Мови світу» (енциклопедичний словник-довідник), «Латино-український словник». Автор підручників «Вступ до мовознавства», «Загальне мовознавство», «Вступ до порівняльно-історичного мовознавства (на матеріалі індоєвропейських мов)». Дослідник української історії. Перекладач з румунської (художні та наукові твори). Засновник української школи румуністики. Президент асоціації «Україна — Румунія».
1953 року закінчив відділення класичної філології філологічного факультету Київського університету ім. Тараса Шевченка. 1956 року захистив кандидатську дисертацію «Лексичні запозичення румунської мови з російської та української мов». 1974 року опублікував монографію «Семантична інтерференція мов», у якій представлено концепцію семантичних змін у лексичному складі мови як наслідку міжновних контактів; тоді ж захистив докторську дисертацію «Семантична інтерференція мов (на матеріалі слов'яно-румунських мовних контактів)».

## Семантична інтерференція
Теорія семантичної інтерференції несумісна з концепцією, згідно з якою людина не може вийти із замкненого кола понять рідної мови. Створення порівняльної семасиології є актуальним завданням лінгвістики. При семантичному запозиченні мова не створює нових фономорфологічних зовнішностей, а користується існуючими в ній словами, які змінюють свою семантичну структуру. Слово однієї мови змінює свою внутрішню структуру за зразком іншомовного. При цьому семантична інтерференція призводить не тільки до ускладнення семантичної структури слова, а й до її спрощення. Поряд зі спрощенням стоїть «негативне» семантичне запозичення, коли мова втрачає лексичне розрізнення деяких понять, якщо такого розрізнення немає у контактній мові. При дослідженні семантичних запозичень лінгвіст має долати значні труднощі, зумовлені потребою розрізнення явищ, що є наслідком мовних контактів, від явищ, які є наслідком внутрішньомовного розвитку. Однак врахування різноманітних факторів, спаціальні, темпоральна і функціональна стратиграфія лексичних одиниць, їх зв'язків (синонімічних, антонімічних, словотворчих) у лексико-семантичній системі дозволяє подолати ці труднощі і з більшою або меншою певністю розрізняти наслідки семантичної інтерференції від незалежних власних утворень мови (С. В. Семчинський, Семантична інтерференція мов. — К.: Вища школа, 1974).

## Конференції Семчинського
З метою вивчення наукової спадщини професора Станіслава Семчинського відбуваються міжнародні наукові конференції. Перша конференція «Наукова спадщина професора С. В. Семчинського і сучасна філологія» відбулася у травні 2001 року, друга — у травні 2006 року. Третя конференція, присвячена 80-річчю Станіслава Семчинського, відбулася у Києві, Україна, у травні 2011 року.

## Праці
- Семчинський С. В. Загальне мовознавство. — Київ: «ОКО», 1996. — 416 с.
- Семчинський С. В. Семантична інтерференція мов. — Київ: Вища школа, 1974.
- Semchynsʹkyĭ, Stanislav Volodymyrovych. [Semantychna interferentsiia mov: na materiali slovʹiano-skhidnoromansʹkykh movnykh kontaktiv] > / Kyïv: Vyshcha shkola, 1974.255 p.
- Semchynsʹkyĭ, Stanislav Volodymyrovych. Mykhaïl Sadovianu: zhyttia i tvorchistʹ  /Kyïv: "Dnipro, " 1980.176 p.

## Сім'я
Був одружений з Лихо Зоєю Панасівною, уродженкою села Поташня, Київської обл. Мали двох дітей:
- Син — Семчинський Ігор Станіславович
- Дочка — Семчинська Наталія Станіславівна (12.01.1963, Київ), доцент кафедри загального мовознавства та класичної філології в Київському університеті.
  - Онук — Семчинський Костянтин Валерійович (21.08.1979, Київ — 19.03.2023), доцент кафедри історії і політології НУБіП, кандидат філософських наук, автор дисертації «Онтологія релігійно-філософських концептів війни і миру в християнстві та ісламі». Загинув на Сумщині в ході збройної відсічі повномасштабному вторгненню РФ.